# Альбрицци, Изабелла
Изабе́лла Теотоки, графиня д’Альбрицци (греч. Ελισάβετ Θεοτόκη — Элисавет Теотоки; 28 июня 1760, Керкира — 27 сентября 1836, Венеция) — венецианская писательница, салонистка и графиня.

## Биография
Родилась на острове Корфу в семье семье Теотокис. В 1776 году вышла замуж за венецианского патриция Карло Антонио Марина, через несколько лет супруги развелись. После переезда в Венецию, выходит замуж во второй раз, за инквизитора графа Джузеппе Альбрицци. Держала салон который был художественным и литературным центром Венеции, его посещали Уго Фосколо, Антонио Канова, лорд Байрон и Ипполито Пиндемонте.
Скончалась 27 сентября 1836 года в Венеции. У неё было два сына: Джованни Баттиста Марин (первый брак) и Джованни Баттиста Джузеппе Альбрицци (второй брак).